# Ресурси і запаси бариту

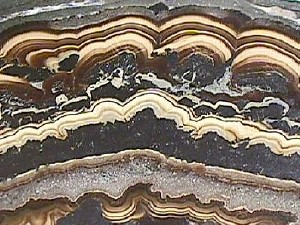
Барит. Зразок з родовищ Польщі

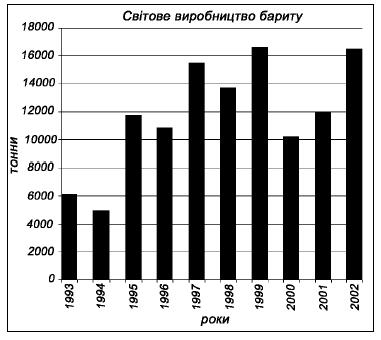

Ресурси і запаси бариту (рос. ресурсы и запасы барита, англ. barite resources and reserves, нім. Ressourcen f pl und Vorräte m pl an Baryt (Schwerspat)) – 

## Загальна характеристика
Світові ресурси (включаючи запаси) бариту на кінець ХХ ст. становили 2 млрд т (Mineral Commodity Summaries – http://minerals.er.usgs.gov/minerals/). Основна їх частина укладена в родовищах Китаю і Казахстану. 
Ресурси Китаю, включаючи запаси 10 стратиформних нижньокембрійських баритових родовищ, перевищують 1 млрд т. У Казахстані прогнозні ресурси бариту оцінюються в 0,5 млрд т. Прогнозні ресурси категорій Р1+Р2 в США (г.ч. шт. Невада, менше – Джорджія і Теннесі) становлять 150 млн т (Mineral Commodity Summaries – http://minerals.er.usgs.gov/minerals/). Баритові ресурси Чехії в межах Моравської зони Богемського масиву оцінюють в 1,2 млн т. 
Табл. Запаси бариту на межі ХХ–XXI ст. (тис.т) 
| Континенти та країни | Запаси підтв. | Частка у світі, % | Запаси загальні |
| Європа               | 16080         | 4,7               | 31000           |
| Азія                 | 233091        | 68,7              | 416071          |
| Індія                | 20000r        | 5,9               | 29000r          |
| Казахстан            | 145800r       | 43                | 174600r         |
| КНР                  | 35000r        | 10,3              | 150000r         |
| Таїланд              | 9000r         | 2,7               | 14000r          |
| Африка               | 25250         | 7,4               | 32780           |
| Марокко              | 10000r        | 2,9               | 11000r          |
| Америка              | 55400         | 16,3              | 86250           |
| Канада               | 11000r        | 3,2               | 13000r          |
| США                  | 28000         | 8,3               | 50000r          |
| Австралія і Океанія  | 2000          | 0,6               | 4500            |
| Разом                | 339121        | 100               | 580291          |

Геологічна служба США оцінює світові підтверджені запаси бариту (без урахування Казахстану і Ірану) в 170 млн т.

## По країнах
У Китаї 60% загальних запасів баритової сировини припадає на стратиформні осадові родовища. Крім осадових, виявлені вулканогенно-осадові (в основному жильні), гідротермальні (жильні) і плащеподібні елювіального походження. Найбільші осадові родовища розташовані на півдні країни в провінціях Гуйчжоу, Хунань і в Гуансі-Чжуанському автономному районі, де вони приурочені до нижньопалеозойської формації чорних кременистих сланців. Найбільше баритове родовище Китаю Синьхуан осадового генезису розташоване поблизу кордону провінцій Хунань і Гуйчжоу і приурочене до осьової частини синкліналі північно-східного напряму. Довжина рудних тіл за простяганням варіює від декількох десятків метрів до 10 км і більше, ширина – від 0.3 м до 7 м. Головний рудний мінерал – барит; другорядні – кварц, глинисті мінерали, пірит, кальцит.
У Казахстані на барит-сульфідні руди припадає 75% запасів, на власне баритові – 25%. Головні баритові родовища: Ансай, Чиганак і ін. в Південному Казахстані характеризуються невисокими вмістами бариту – 48,6%. 
Поклади бариту в Індії розміщуються в Манґампет (Mangampet), в районі Куддапаг Андра Прадеш (Cuddapah Andhra Pradesh), який знаходиться за 280 км на північ від Ченнаї (до 1996 р. – Мадрас). За даними Mining Annual Review (2004), ресурси бариту тут становлять 70 млн т.
Україна має порівняно незначні запаси бариту – бл. 1 млн т – категорія А+В+С1, 0,17 млн т – категорія С2. Поклади баритових руд знаходяться в Карпатській складчастій області (Біганське родовище сульфідно-баритових руд) та в зоні стику Донецької складчастої споруди і Українського щита.

## Видобування і використання
Обсяг видабування бариту у 2016 р. в світі - 375 млн. т. Лідер - Китай  (100 млн. т.). 
Спожавання: нафтогазова галузь (80%), хімічна промисловість, фарби, паперова галузь, гальмівні системи автомобілів.